# Villa Bruno

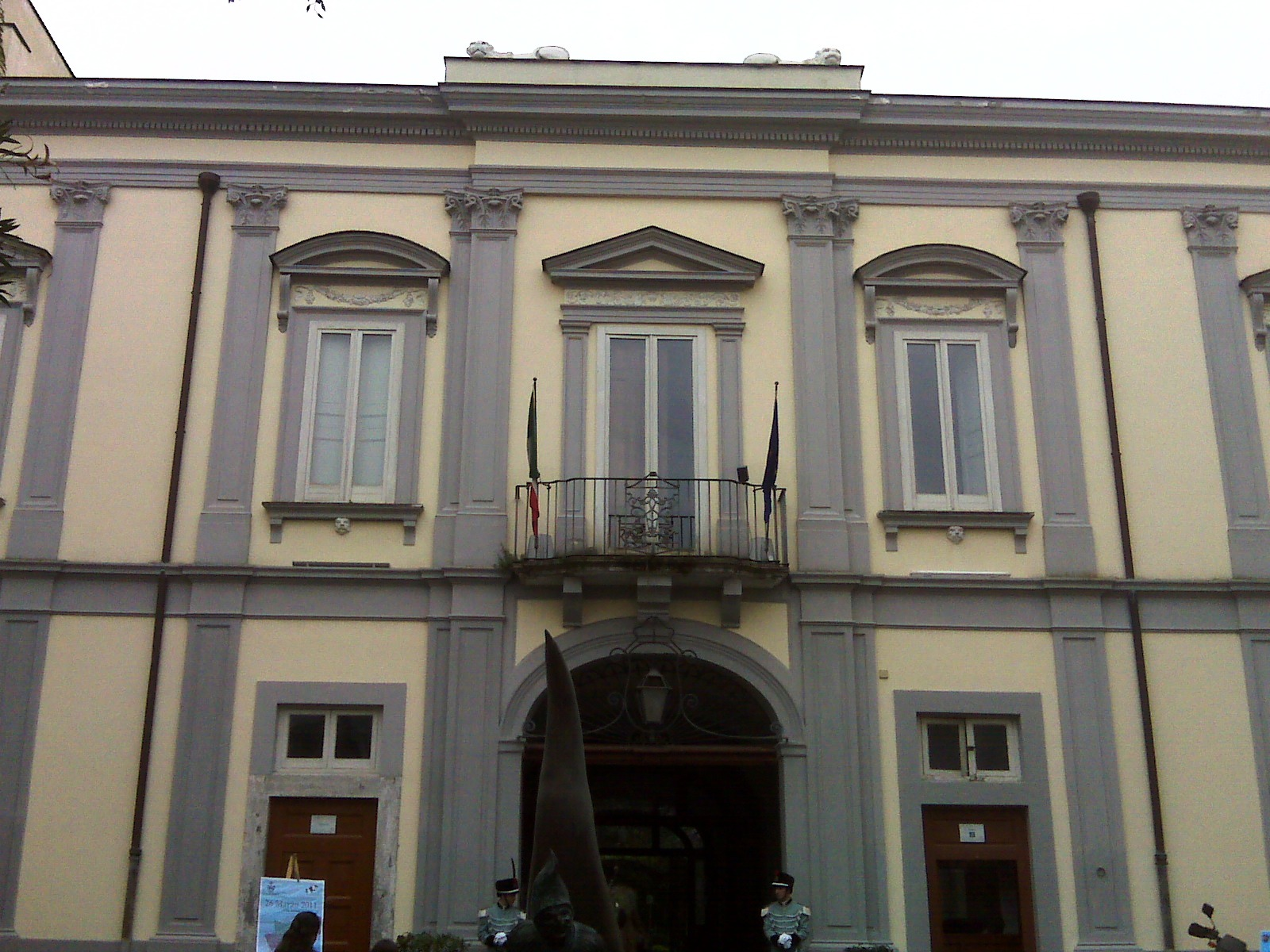
Villa Bruno in San Giorgio a Cremano, Hauptfassade von äußeren Hof aus

Die Villa Bruno ist ein Landhaus aus dem 17. Jahrhundert in San Giorgio a Cremano in der italienischen Region Kampanien. Es liegt im Gebiet der Miglio d’oro in der Via Cavalli di Bronzo, 22. Lange Zeit schon ist sie das kulturelle Zentrum von San Giorgio a Cremano; dort finden Konzerte, Veranstaltungen und die Verleihung des Troisi-Preises, der jungen Komikern gewidmet ist, statt. Darüber hinaus sind dort viele Gemeindebüros untergebracht und sie ist der Sitz vieler Organisationen. Seit 2002 befindet sich dort auch die Gemeindebibliothek, die auf Basis einer Großspende von Cavaliere Giacinto Fioretti errichtet wurde, der sich auch um die Einrichtung kümmerte. Daher wird das Gebäude auch „Palazzo della Cultura Vesuviana“ genannt.

## Geschichte
Das Landhaus gehörte zuerst der Familie Monteleone und später der Familie Lieto. In der Zeit, in der die Lietos Besitzer der Hauses waren, verbrachte dort der Kardinal Luigi Ruffo Scilla, Erzbischof von Neapel und Verwandter des noch bekannteren sanfedistischen Kardinals Fabrizio Dionigi Ruffo, mehrmals seine Ferien.
Ab 1816 war in der Villa die Fonderie Righetti untergebracht, in der die Pferde der beiden monumentalen Reiterstatuen von Karl von Bourbon (dem nachmaligen König Karl III. von Spanien) und Ferdinand I. beider Sizilien (auch Ferdinand IV. von Bourbon) gegossen wurden, die 1829 auf der Piazza del Plebiscito in Neapel aufgestellt wurden. In dieser Gießerei wurde auch die Bronzefigur der Pulcinella gegossen, an die heute im Haupthof der Villa ein modernes Werk von Lello Esposito erinnert. Righetti, der aus Rom stammte, war der Gießer des Vertrauens des Bildhauers Antonio Canova, der Auftraggeber der beiden Statuen war. Der Künstler verbrachte in der Zeit der Realisierung dieser Werke viel Zeit in Neapel und dank seines Einflusses und seiner Bekanntheit gelang es ihm, die Industrieanlage trotz der Proteste zahlreicher Adliger, die in der Nähe wohnten, in San Giorgio a Cremano anzusiedeln.
Der Grund, aus dem Righetti 1816 gerade San Giorgio a Cremano für die Errichtung seiner Gießerei wählte, die dann von Bruno in eine Glashütte umgewandelt wurde, scheint in der aktiven Zusammenarbeit mit dem Markgrafen Cerio zu liegen, der sich als großer Bewunderer Canovas wohlwollend dafür engagierte, Righetti zu ermöglichen, seinen Betrieb trotz der lebhaften Proteste der benachbarten Adligen in der Villa Bruno zu eröffnen.
Vor ihrer heutigen Nutzung diente ein Teil des Gebäudes als Station der Carabinieri.

## Beschreibung

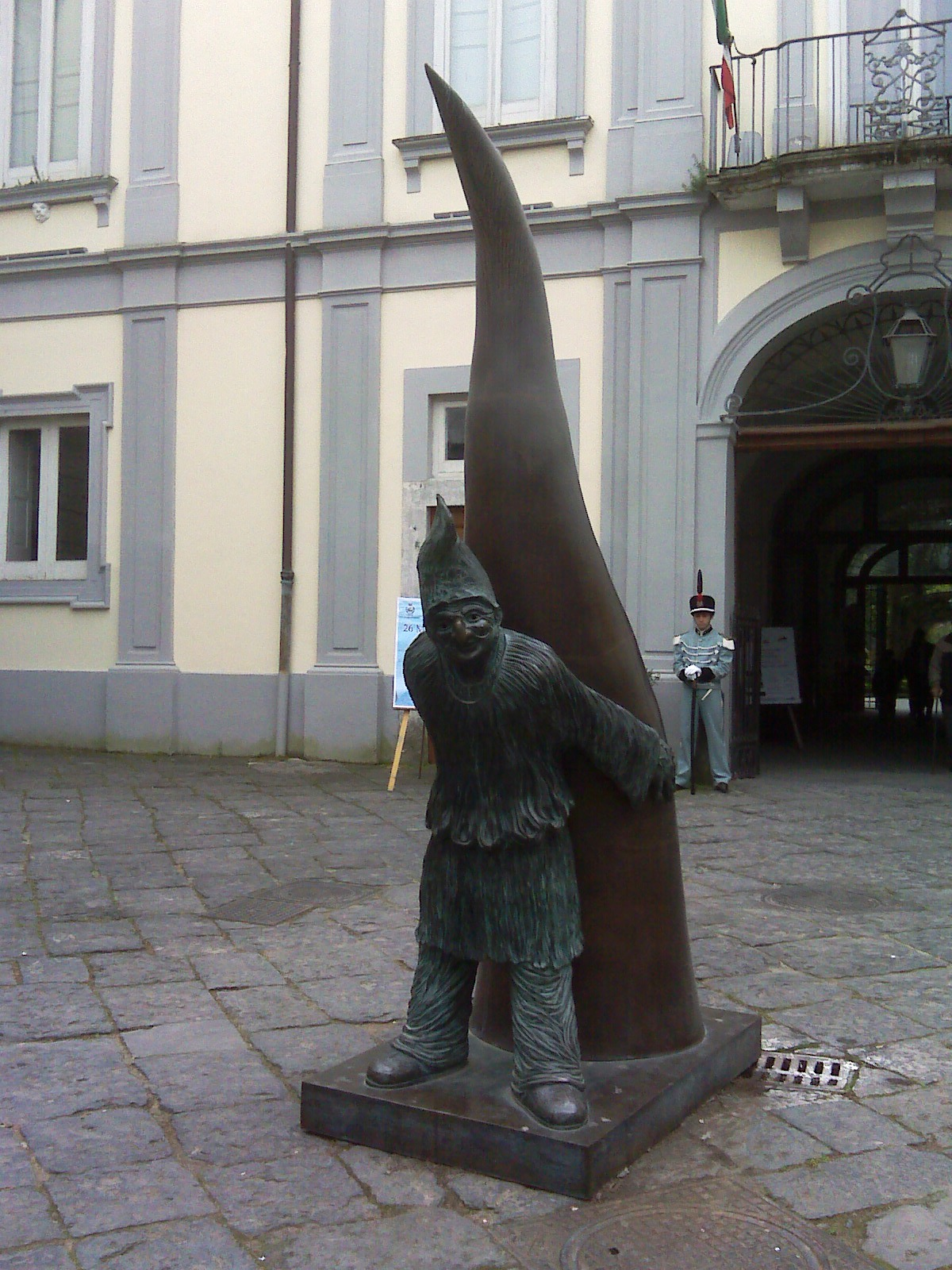
Das Denkmal der Pulcinella, das im 19. Jahrhundert in der Gießerei Righetti geschaffen wurde

Die Villa zeigt sich als einheitlicher Baukörper mit mehreren Brennpunkten und ist durch eine Einfriedungsmauer und ein Gittertor aus Gusseisen von der Straße abgetrennt. Auf beiden Seiten des Gittertors gibt es zwei Medaillons, von denen jedes einen Pferdekopf in Bronze einrahmt; sie wurden zur Erinnerung an den Guss der oben erwähnten, monumentalen Pferde angebracht. Auf der linken Seite der Villa kann man das große Gebäude der Fonderie Righetti aus dem gelben Tuffstein Neapels sehen.
Auch wenn es noch den Grundriss aus dem 18. Jahrhundert hat, so bietet das Gebäude doch einen hauptsächlich klassizistischen Anblick, wogegen die Verteilung der Gebäude durch spätere Anbauten verändert wurde.
Die Rückfassade enthält in ihrer Einfachheit doch auch einen Korbbogen, wie er charakteristisch für das Barock ist, sowie den zugehörigen Hauptbalkon ohne irgendwelche Verzierungen, der ihn mit Öffnung darunter verband.
Der geschwungene Balkon erinnert, wie die großen Belvedereterrassen, an die Absicht, die Schönheit der Natur zu genießen, den die Vesuvszenerie bietet, das hervorstechende Charakteristikum dieser edlen Ferienhäuser. Das letzte, geschwungene Tympanon rahmt eine elliptische Nische ein, in der ein Standbild vom segnenden Heiligen Januarius aus Terracotta hervorsticht.
Vom Eingangsportal aus sieht man das Tor, das in einer tiefgreifenden Perspektive die Nische einrahmt, die im hinteren Teil des Landgutes liegt. Dieser dramatische Effekt beruht auf der Gleichheit der Hauptachse der architektonischen Anordnung mit der perspektivischen Hauptachse, die mit dem Atrium und dem folgenden Durchgangsvestibül beginnt und mit der abschließenden, barocken Ädikula endet.
Die lichtdurchflutete Allee des Parks, die hinter dem Atrium hervorsticht, wurden mit Steinbänken bestückt, die sich auf über 200 Metern mit Basen von Statuen und Vasen abwechseln.
Im Inneren der Villa sind im ersten Obergeschoss noch die intakten Rokokotüren und die Dekorationen aus dem 19. Jahrhundert erhalten, die dazu dienen, die äußere Umgebung auch in den Salons widerzuspiegeln.
Im Garten gab es ursprünglich ein Gewächshaus aus Eisen und Glas und eine halbrunde Exedra mit Statue; heute sind sie durch eine offene Arena ersetzt, in der Veranstaltungen unterschiedlicher Art unter dem Patronat der Gemeinde San Giorgio a Cremano stattfinden, der das Landhaus heute gehört. Es gibt in der Grünfläche noch einige der Statuen, die einst den Park prägten und die auf das Erscheinungsbild der Villa im 19. Jahrhundert zurückgehen, wogegen die „Büste des Jupiter“, eine griechisch-römische Statue, älter als das Landhaus, auf einem Sockel im Vestibül steht.

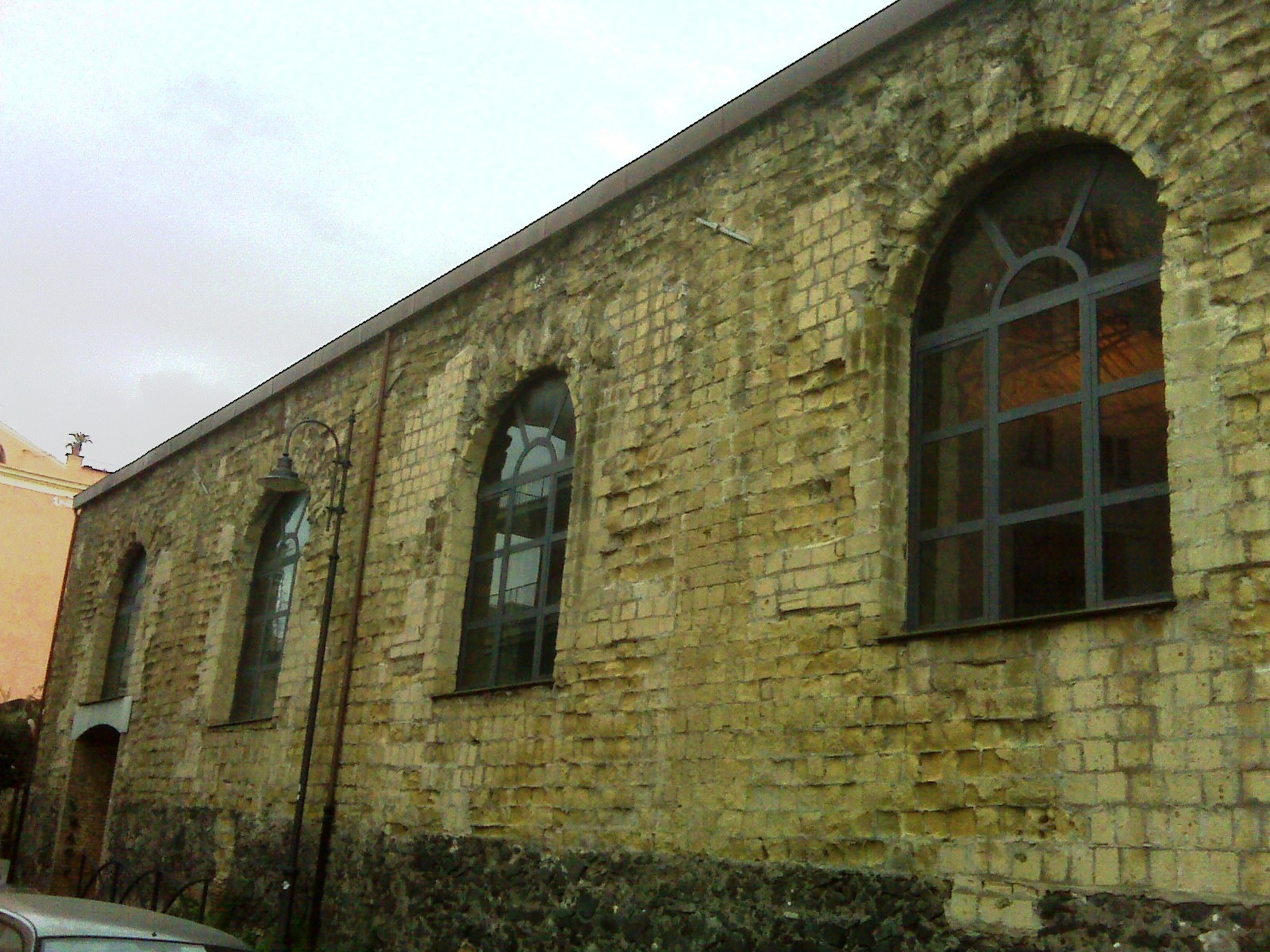
Der Bau der Fonderie Righetti

Der Innenhof ist mit breiten Platten aus Piperno gepflastert und in der Mitte steht ein Denkmal an Pulcinella, ein Werk des Bildhauers Lello Esposito. Auf der rechten Seite des Hofes kann man die Öffnungen der alten Stallungen sehen, wogegen man auf der linken Seite durch eine innere Vorhalle in den Komplex der Gießerei gelangt.
Der Hof zur Via Cavalli di Bronzo hin, der ursprünglich zwei Jahrhunderte alte Steineichen enthielt, die eine ideale, grüne Kulisse darstellten, zeigt heute hohe Bäume, die im Sommer mit der lila Farbe ihrer Blüten einen aparten Kontrast zur hellgelben Fassade bilden, die kürzlich restauriert wurde. Dies vermittelt einen Eindruck der dramatischen Effekte, die man einst in diesen Gebäuden erhielt, auch durch die sorgsame Nutzung der Baumessenzen, die manchmal exotisch waren.
Aus dem Innenhof gelangt man in ein auf zwei Seiten offenes Atrium, das ersteren mit dem Garten der Villa verbindet. Auf der rechten Seite des Atriums liegt die Ehrentreppe, die zu den oberen Stockwerken führt. An der Decke des Atriums gibt es ein Fresko, das das Wappen einer der Eigentümerfamilien zeigt (Die Krone im Wappen scheint auf eine herzogliche Familie hinzuweisen.).
Der Garten wird in seiner ganzen Länge von einer in Tuffstein gepflasterten Allee durchmessen, die zu einer kleinen Zierkonstruktion hinführt, die aus einer Nische mit Statue besteht und den architektonischen Raum nach Süden abschließt. Rechts der Allee öffnet sich eine große Grasfläche, begrenzt durch zahlreiche Obstbäume, in der die Tribüne der Freilufttheaterfläche liegt, die nach Nino Taranto benannt ist. Links ist der Platz kleiner, teilweise grasbewachsen, teilweise als Garten angelegt. Dort finden sich verschiedene griechisch-römische Götterstatuen und ein Gewächshaus aus Glas (in prekärem Zustand), das ursprünglich für die Kultivierung medizinischer Pflanzen gedacht war.

## Bildergalerie

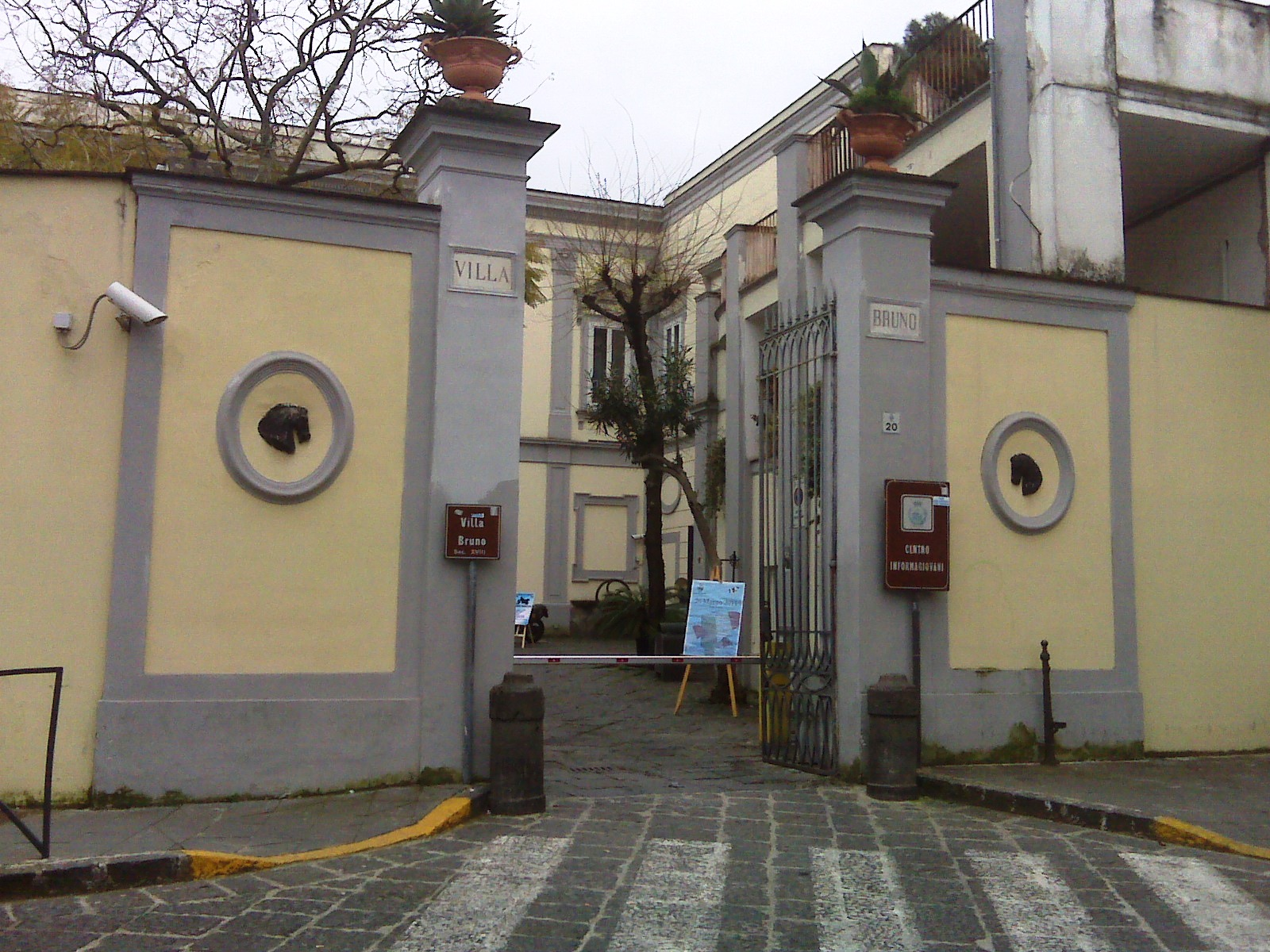
Äußeres
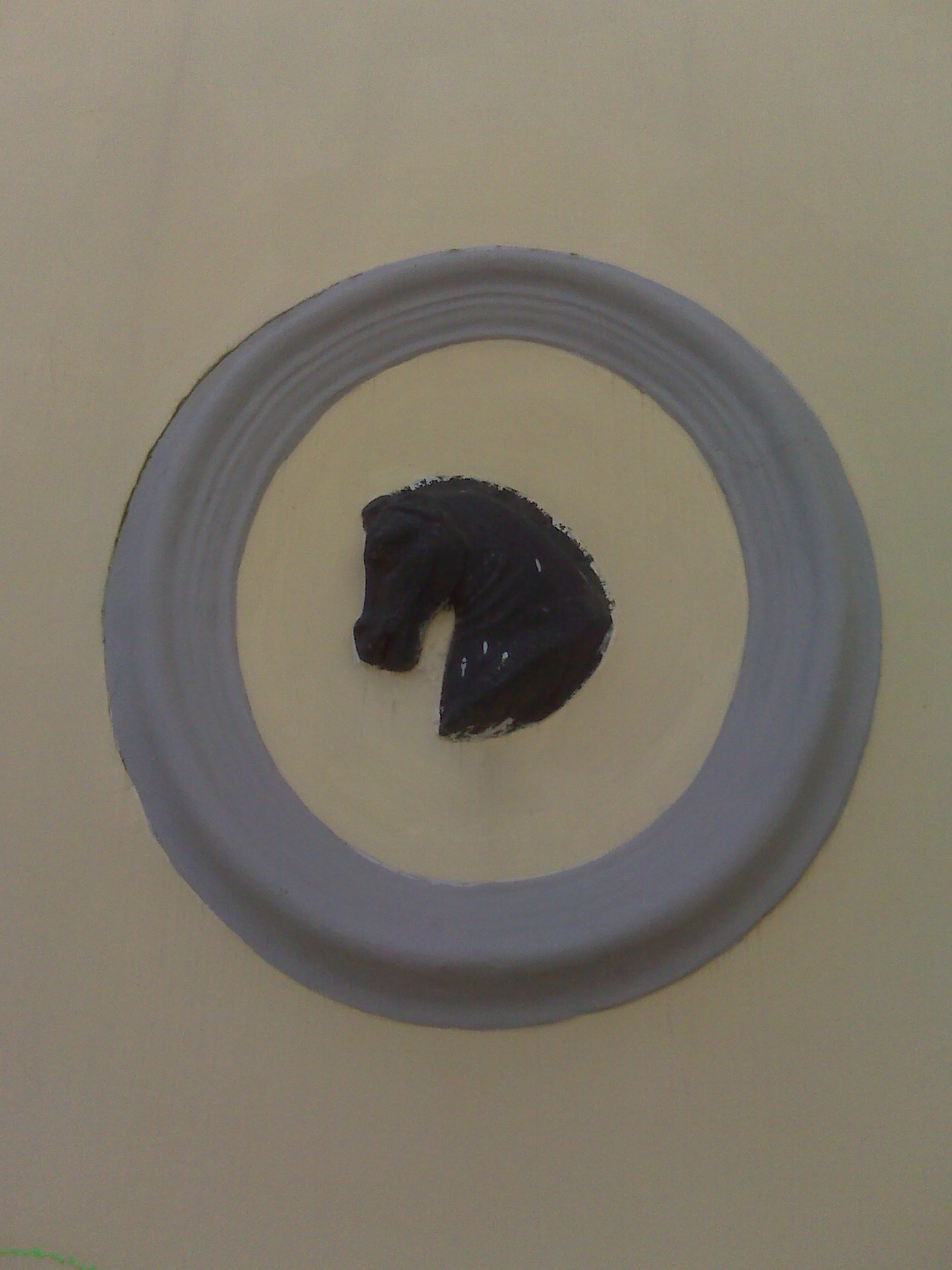
Medaillon mit Pferdekopf
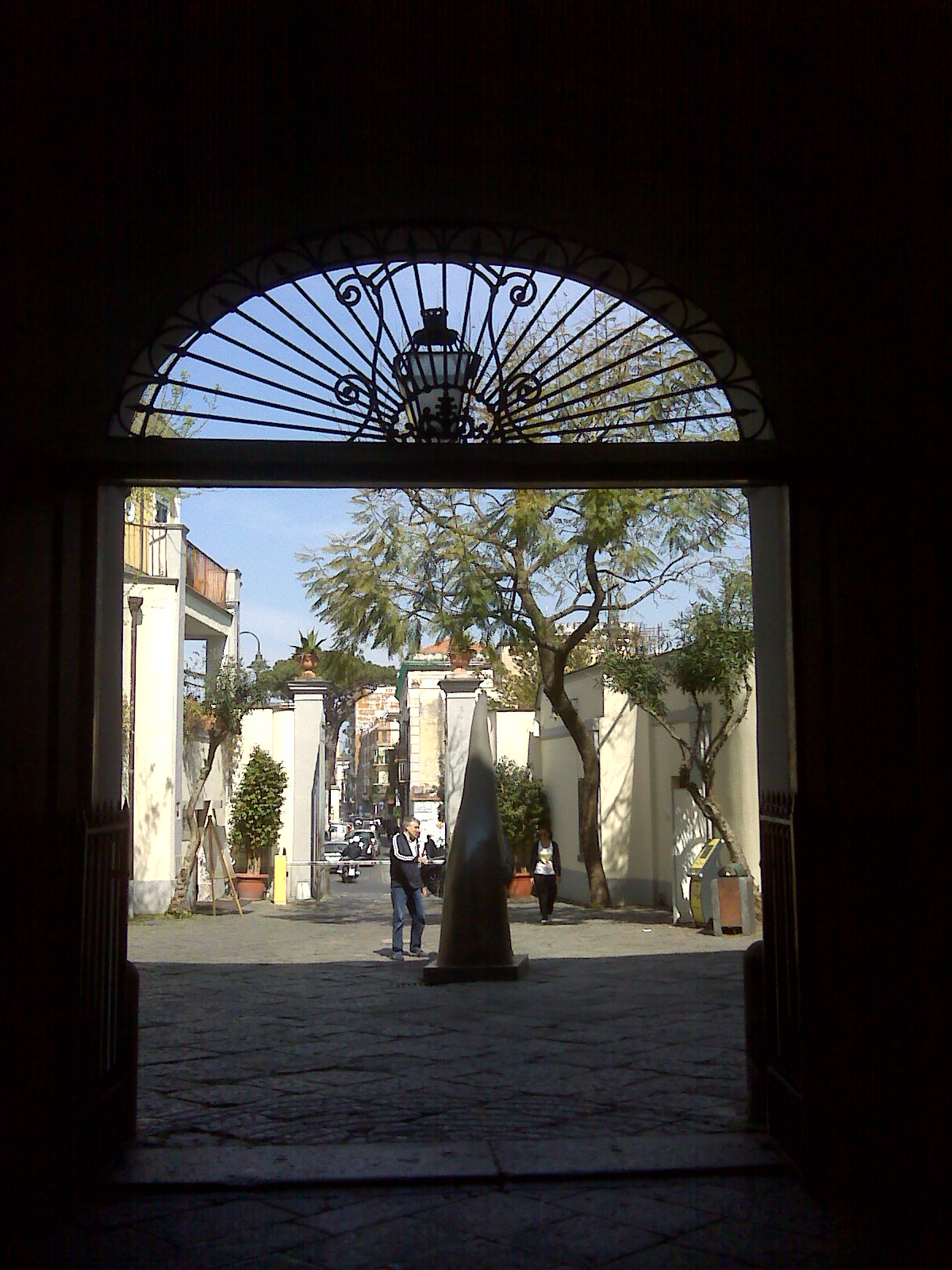
Inneres Atrium mit Blick auf den äußeren Hof
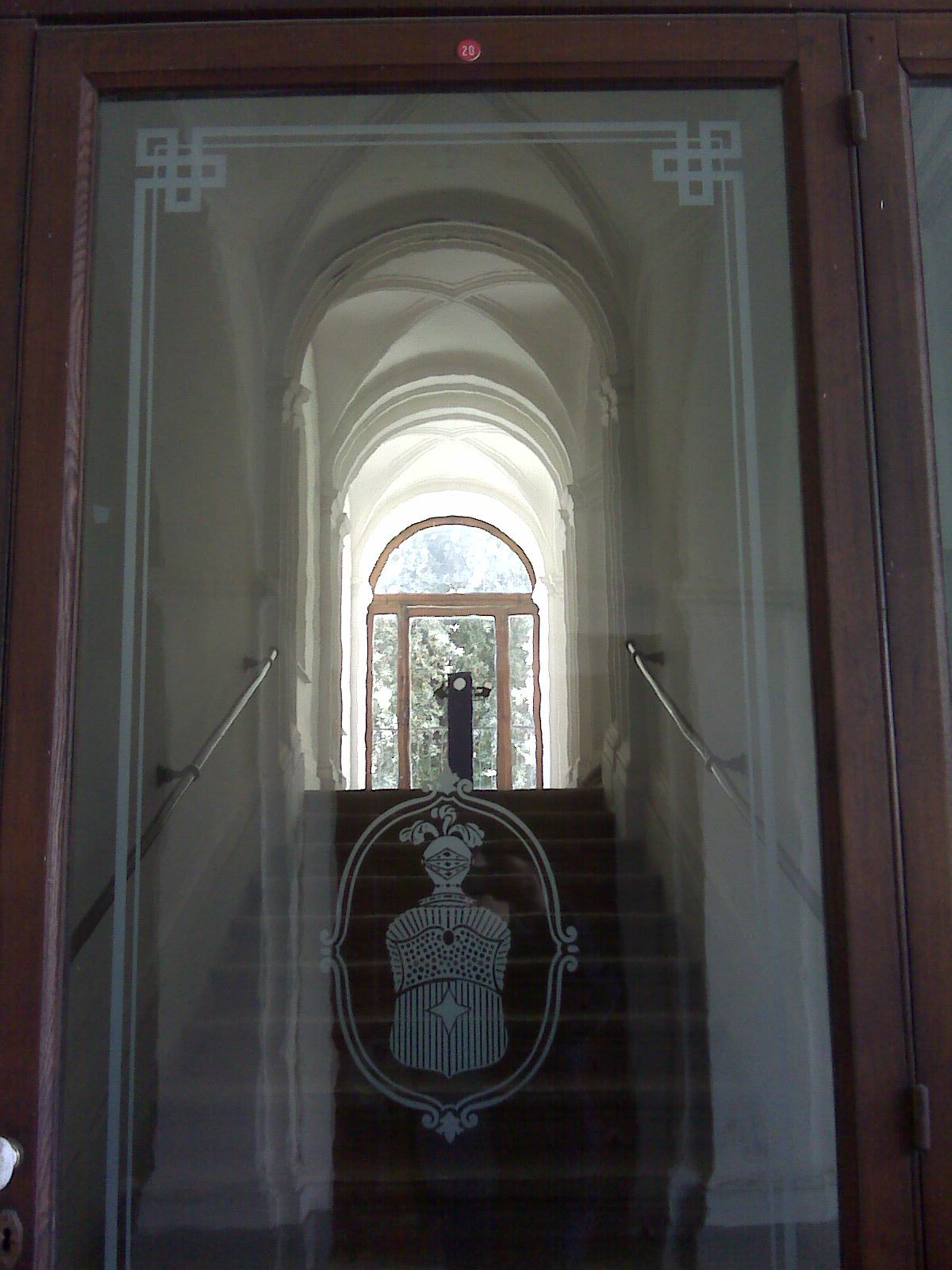
Ehrentreppe
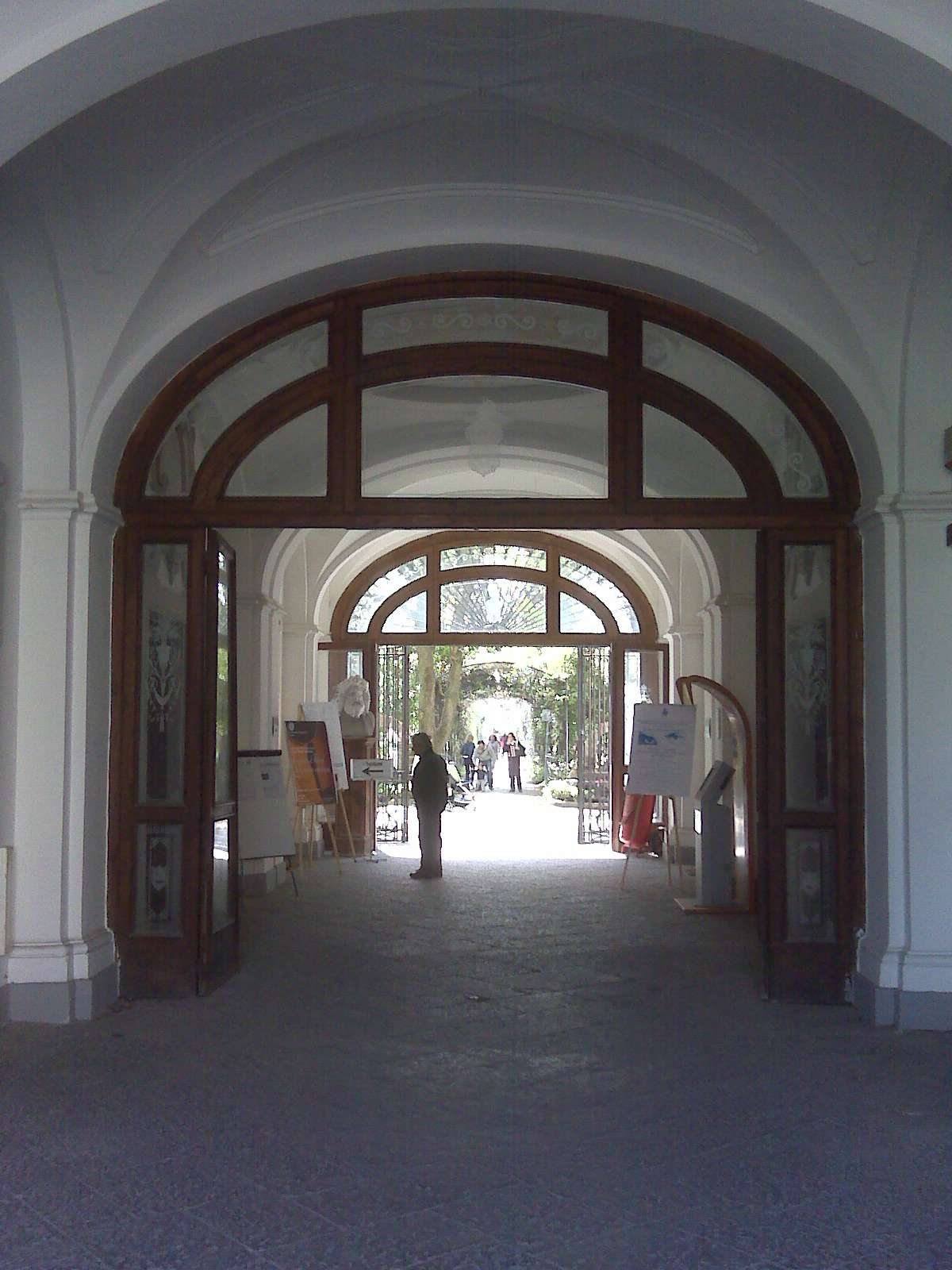
Inneres Atrium mit Eingang zum Garten (Im Hintergrund die Büste von Jupiter)
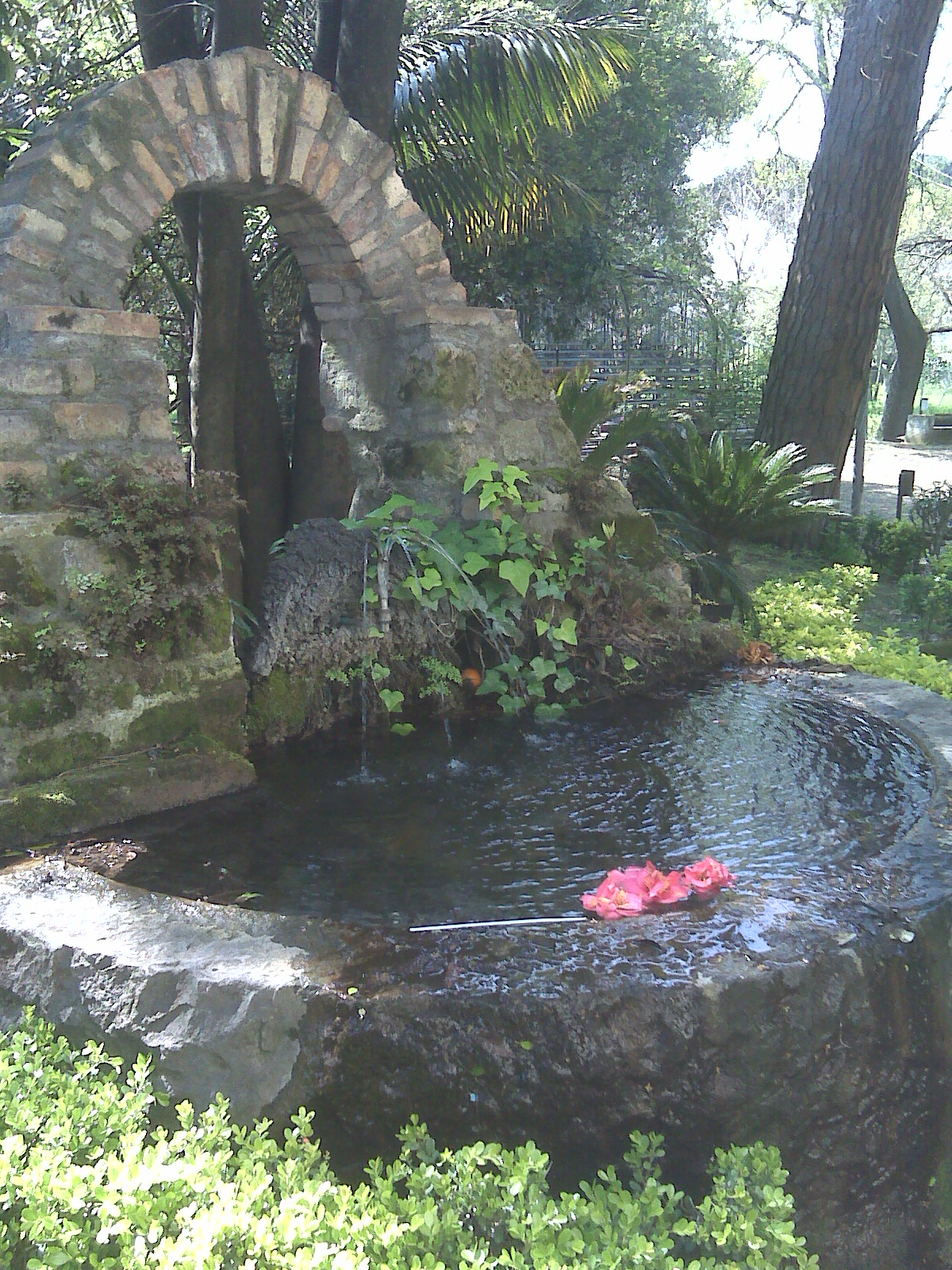
Detail im Garten